# MCMXC a.D.
MCMXC a.D. (označava „1990“ u rimskim brojevima i skraćenica a.D. „Anno Domini“ - U godini (našeg) Gospoda) je prvi album muzičkog projekta Enigma, koju predvodi muzičar Mihaj Krecu. Objavljen je krajem 1990. godine. Kada je objavljen, album je doživeo veliku popularnost u svetu mimo svih očekivanja Krecua. Dostigao je broj 1 na listama u 41 zemlji.
Pesma Sadeness (Part I) je bila na petom mestu Billboard Hot 100 liste, dok je album MCMXC a.D. bio na šestom mestu Billboard 200 i ostao na listama ukupno 282 nedelje.

## Opis, uspeh i značaj albuma
Glavna tema albuma MCMXC a.D. može se naći u trajnoj borbi života između religije i seksualnosti. Najpoznatija pesma s albuma Sadeness (Part I) dovodi u pitanje lična verovanja Markiza de Sada, koji je postao sinonim za užitak boli. Ostale teme koje se mogu naći na albumu se temelje na različita hrišćanska verovanja i otkrovenja o kraju sveta.
Album je imenovan kao jedan od najvažnijih i najuticajnijih albuma mejnstrima nju ejdž pravca devedesetih. Popularizovao je takozvani zagonetan muzički stil, ali je takođe predstavio i neke tehničke promene u muzičkoj industriji.
Do danas je prodat u više od 16 miliona primeraka, primio je velika priznanja širom sveta i najprodavaniji je album grupe. Takođe je Enigmi doneo prvi veliki komercijalni uspeh kombinujući crkveno horsko pevanje, šakuhači frulu po kojoj je Enigma i danas prepoznatljiva, erotske uzdahe i naracije sa dens ritmom.
Mnogi bendovi su bili inspirisani i uticaj albuma je bio veliki u kasnijim godinama. Nakon prvih par izdanja Enigme, na muzičkoj sceni se već počeo kreirati pravac koji je pratio ovu vrstu muzike, često nazivanu „Enigmatična muzika“. Projekti Gregorijan i Era su među značajnijim grupama koje su imale velike sličnosti u svojim pesmama. Zajedno sa Enigmom, Dip Forest (engl. Deep Forest) se smatra značajnim bendom u ovoj vrsti muzike. Akilea (engl. Achillea), projekat Jens Gada, dugogodišnjeg Krecuovog saradnika, poseduje sličnu atmosferu kao na ovom albumu.

## Pesme
1. The Voice of Enigma (Curly M.C.) – 2:21
2. Principles of Lust – 11:43
A. Sadeness (Curly, F. Gregorian, David Fairstein)
B. Principles of Lust (Curly)
C. Sadeness (reprise) (Curly, Gregorian, Fairstein)
3. Callas Went Away (Curly) – 4:27
4. Mea Culpa (Part II) (Curly, Fairstein) – 5:03
5. The Voice & The Snake (Curly, Gregorian) – 1:39
6. Knocking on Forbidden Doors (Curly) – 4:31
7. Back to the Rivers of Belief – 10:32
A. Way to Eternity (Curly)
B. Hallelujah (Curly)
C. The Rivers of Belief (Curly, Fairstein)

## Spoljašnje veze
- Detalji puštanja albuma u različitim zemljama
- Tekst pesama